# Lê Văn Trung
Pour les articles homonymes, voir Văn Trung.
Lê Văn Trung (Chữ nôm : 黎文忠), né le 25 novembre 1876 et mort le 19 novembre 1934, est un religieux vietnamien qui a été la premier Giáo Tông (pape) en exercice du caodaïsme.

## Biographie
Après avoir fréquenté le collège Chausseloup-Laubar de Hô Chi Minh-Ville, Lê Van Trung occupe pendant des années une place importante dans l'administration coloniale du Vietnam. Puis il démissionne pour se lancer dans les affaires. Tout en poursuivant ses activités d'homme d'affaire, il est nommé dans plusieurs organismes quasi-démocratiques qui fonctionnent dans la colonie. Il devient finalement membre du Conseil supérieur de l'Indochine, organisme consultatif attaché au gouverneur général.
Au début des années 1920, selon Duc Nguyen, "les affaires de M. Lê Van Trung connurent des déboires et, en 1924, il était quasiment en faillite. Sombrant dans la dépression, il devint héroïnomane."
En 1924, un cousin invite Lê Van Trung à un groupe initié par Ngo Van Chieu où se déroulent des séances de contact avec les esprits. Lors de l'une de ces séances, Li Po un poète de l'époque Tang, lui aurait expliqué sa destinée religieuse. Entendant cela, il entreprend sur le champ de réformer sa vie. Il rompt du jour au lendemain avec la toxicomanie et adopte une alimentation végétarienne.
Décrit par la suite dans la presse comme un homme de la société secrète Minh Tan, « avec ses talents éprouvés dans l'administration et dans les affaires, Lê Van Trung semble avoir toutes les qualités pour être la force motrice du caodaïsme durant ses premières années d'existence »
Lê Van Trung rencontre Ngo Van Chieu en 1926, et une fois converti, il multiplie les séances spirites et recrute quelque 20 000 fidèles en moins de deux mois. Nommé « pape » il fait édifier, au nord-ouest de Saïgon, sur un terrain de plus de 100 hectares, l'immense cathédrale de Tây Ninh, dotée de clochers et d'un dôme d'inspiration catholique mais de style sino-vietnamien.